# Alton (Missouri)
Alton város az USA Missouri államában, Oregon megye megyeszékhelye. Lakosainak száma 707 fő (2020. április 1.).
Altont 1859-ben alapították, 1860 óta működik a településen posta.  1929-ben városi rangra emelték.

## Népesség
A település népességének változása:

| 2010 | 871 |
| 2020 | 707 |